# Idiocera gaigei
Idiocera gaigei är en tvåvingeart som först beskrevs av Rogers 1931.  Idiocera gaigei ingår i släktet Idiocera och familjen småharkrankar. Inga underarter finns listade i Catalogue of Life.